# 대한민국 형법 제145조
대한민국 형법 제145조는 도주, 집합명령위반에 대한 형법각칙의 조문이다.

## 조문
제145조(도주, 집합명령위반) ① 법률에 의하여 체포 또는 구금된 자가 도주한 때에는 1년 이하의 징역에 처한다.
②전항의 구금된 자가 천재, 사변 기타 법령에 의하여 잠시 해금 된 경우에 정당한 이유 없이 그 집합명령에 위반한 때에도 전항의 형과 같다.

第145條(逃走, 集合命令違反) ① 法律에 依하여 逮捕 또는 拘禁된 者가 逃走한 때에는 1年 以下의 懲役에 處한다.
②前項의 拘禁된 者가 天災, 事變 其他 法令에 依하여 暫時 解禁된 境遇에 正當한 理由없이 그 集合命令에 違反한 때에도 前項의 刑과 같다.

## 같이 보기
- 범인도피죄